# Obersee
Ne doit pas être confondu avec Obersee (Königssee).
L'Obersee (littéralement en allemand « lac supérieur »), est le plus grand des deux lacs composant le lac de Constance.

## Géographie
Le qualificatif de « supérieur » lui vient du fait qu'il se trouve en amont du Rhin qui l'alimente par rapport à l'Untersee, l'autre partie du lac de Constance, séparée par une portion du fleuve Seerhein, qui traverse la ville de Constance. Il est alimenté par le Rhin, le Bregenzer Ach, l'Argen, la Schussen, le Dornbirner Ach, le Linzer Aach (en), le Rotach et le Stockacher Aach.
L'Obersee est situé à la frontière de l'Allemagne, de la Suisse et de l'Autriche. Les principales villes bâties sur ses rives sont : Constance, Überlingen, Meersburg, Friedrichshafen et Lindau en Allemagne, Brégence en Autriche, Rorschach, Arbon et Romanshorn en Suisse.
Dans sa partie nord-ouest, l'Obersee forme un bras parfois nommé lac d'Überlingen, du nom de la ville qui le borde.

### Dimensions
D'une superficie de 473 km2, il s'étend sur 63 km entre Brégence (Autriche) et Bodman-Ludwigshafen (Allemagne), avec une largeur maximale de 14 km. Sa profondeur maximale est de 253 m.

### Îles
L'Obersee comprend plusieurs îles, dont les plus étendues sont celles de Lindau et de Mainau.